# Unsane (álbum)
Unsane es el álbum debut de la banda Unsane, lanzado en 1991 por Matador Records.

## Recepción
Patrick Kennedy de Allmusic lo enmarco como un brillante y atrevido debut con atentados como los de Swans o Foetus pero con un art-cum con claras raíces hacia el punk y el rock clásico.

## Gira
Durante la gira de promoción del álbum, Charlie Ondras murió de una sobredosis de heroína durante el New Music Seminar de 1992 en Nueva York.

## Covers
La banda de Death metal Entombed interpreta "Vandal-X" en su álbum recopilatorio titulado Entombed en 1997.

## Track listing
Todas las canciones escritas y compuestas por Unsane. 
| N.º | Título         | Duración |  |
| 1.  | «Organ Donor»  | 2:10     |  |
| 2.  | «Bath»         | 2:54     |  |
| 3.  | «Maggot»       | 3:17     |  |
| 4.  | «Cracked Up»   | 2:57     |  |
| 5.  | «Slag»         | 2:43     |  |
| 6.  | «Exterminator» | 5:55     |  |
| 7.  | «Vandal-X»     | 2:04     |  |
| 8.  | «HLL.»         | 2:31     |  |
| 9.  | «AZA-2000»     | 2:33     |  |
| 10. | «Cut»          | 2:48     |  |
| 11. | «Action Man»   | 2:28     |  |
| 12. | «White Hand»   | 4:26     |  |